# Beatrice Wani-Noah
Beatrice Khamisa Wani-Noah (nascida em 28 de julho de 1959) é uma política do Sudão do Sul que é ministra das Relações Externas do país desde março de 2020.

## Infância e educação
Wani-Noah nasceu no dia 28 de julho de 1959 no condado de Morobo, estado de Equatória Central. Ela tem um mestrado em relações internacionais pela United States International University em Nairobi e um diploma de pós-graduação em Gestão da Terra e da Água do Cranfield Institute of Technology no Reino Unido.

## Carreira
Wani-Noah trabalhou para a Comissão Económica das Nações Unidas para a África de 1994 a 2003. Ela ocupou cargos no Governo do Sudão do Sul desde 2006, como Directora Geral para Relações Multilaterais no Ministério da Cooperação Regional (2006-2010), Subsecretária no Ministério da Paz e Implementação do CPA (2010-2011) e Vice-Ministra das Telecomunicações e Correios (2011-2013).
Wani-Noah foi nomeada embaixadora do Sudão do Sul na República Democrática do Congo em 2014, e depois serviu como embaixadora do Sudão do Sul na Alemanha a partir de março de 2018.
Wani-Noah foi nomeada Ministra das Relações Externas pelo presidente Salva Kiir Mayardit no seu novo governo de unidade em 12 de março de 2020, substituindo Awut Deng Acuil. Ela não pôde comparecer à cerimónia oficial de juramento em 16 de março porque estava em isolamento após retornar a Juba de um país com um caso confirmado de doença por coronavírus em 2019.

## Família
Wani-Noah é casada e tem duas filhas.